# Пани, Марио
Марио Пани Даркви (исп. Mario Pani Darqui; 29 марта 1911, Мехико — 23 февраля 1993, Мехико) — мексиканский архитектор, специалист по городскому планированию, основатель мексиканской Национальной академии архитектуры (в 1978 году).

## Жизнь и творчество
Марио Пани изучал архитектуру в парижской Школе изящных искусств (до 1937 года), и затем вернулся в Мексику, где и сдал экзамены на право заниматься архитектурным творчеством. В 1938 году он начинает выпускать в Мехико Архитектурное ревю (до 1980). По проектам Марио Пани в Мексике было построено множество зданий, некоторые из них были его совместными проектами с архитектором Энрике дель Моралем. В число его работ входят многочисленные общеобразовательные учреждения — такие, как Национальная консерватория, возведённая в середине 1940-х годов.
В 1949 году Пани возводит свой первый жилой дом. Между 1950 и 1952 он вместе с Энрике дель Моралем и Сальвадором Ортегой Флоресом создаёт центральное административное здание и ректорскую башню в центральном кампусе Национального автономного университета. Выполненные архитектурные проекты М.Пани можно встретить как в Мексике, так и за её границами.
В 1985 году Пани становится почётным членом мексиканской Академии искусств. В 1986 он был удостоен Национальной премии по искусству Мексики.
Сын Марио, Кнут Пани — ныне известный художник.

## Галерея

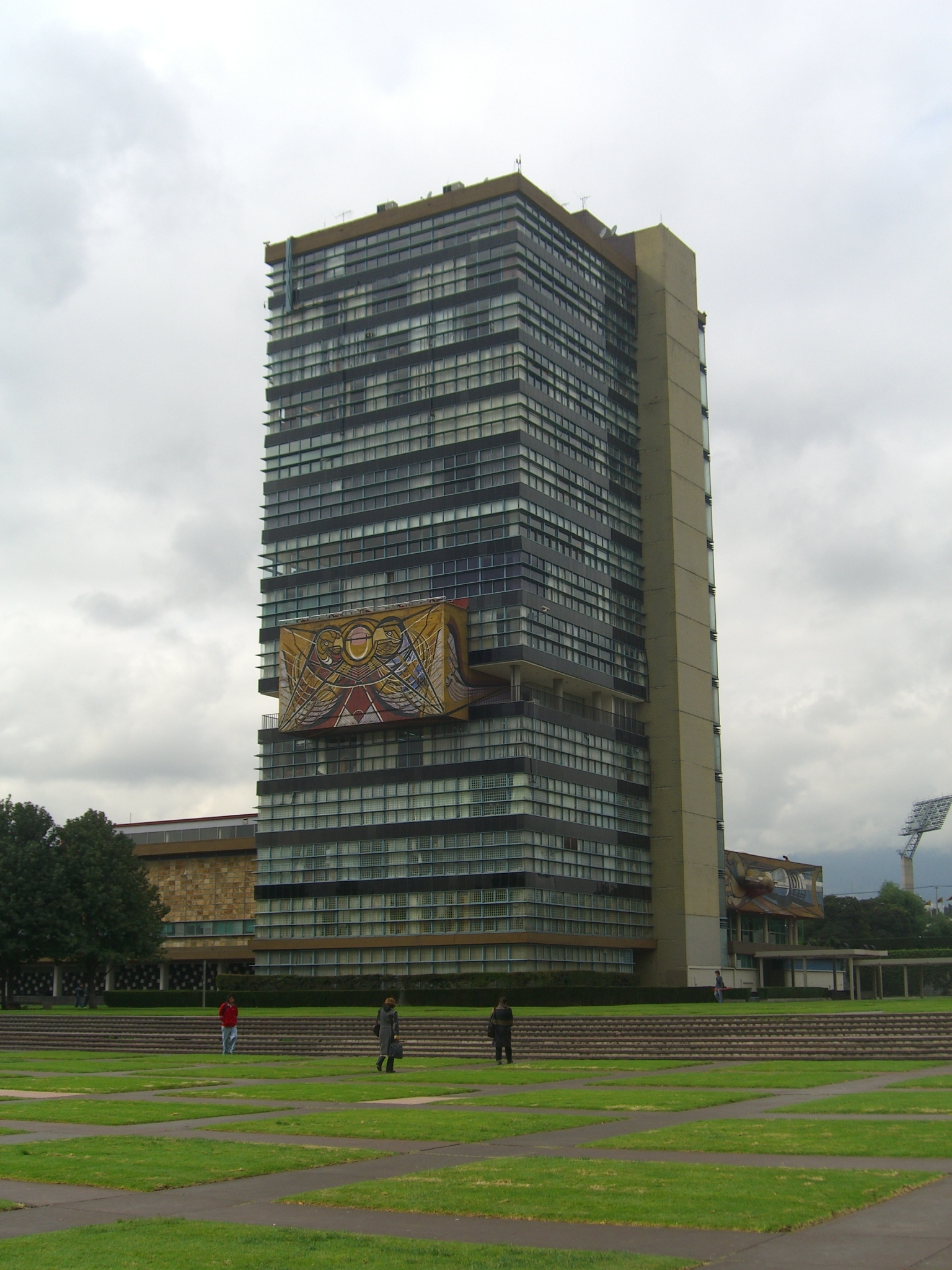
Ректорат Национального автономного университета, Мехико
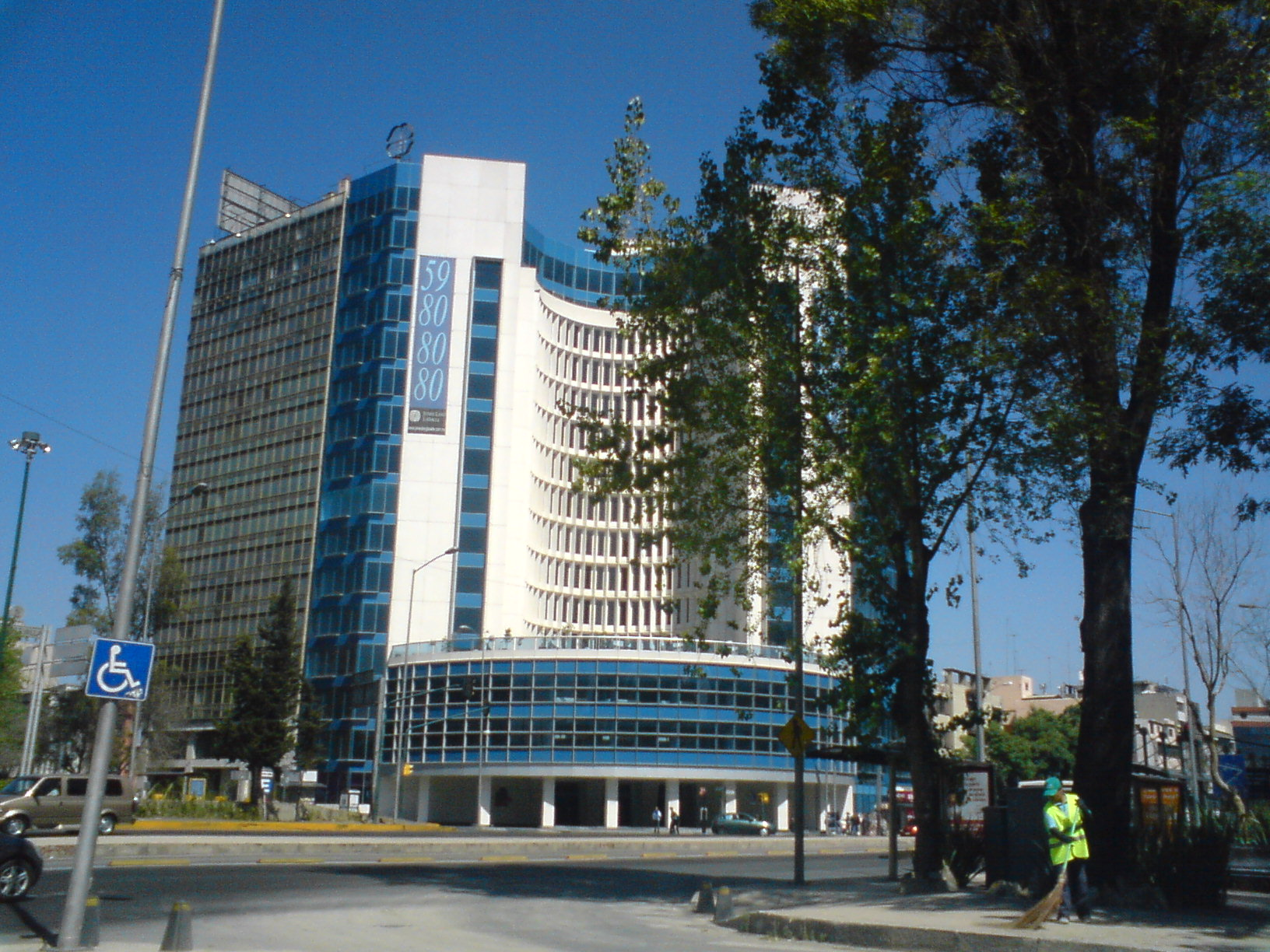
Отель «Плаза», Мехико
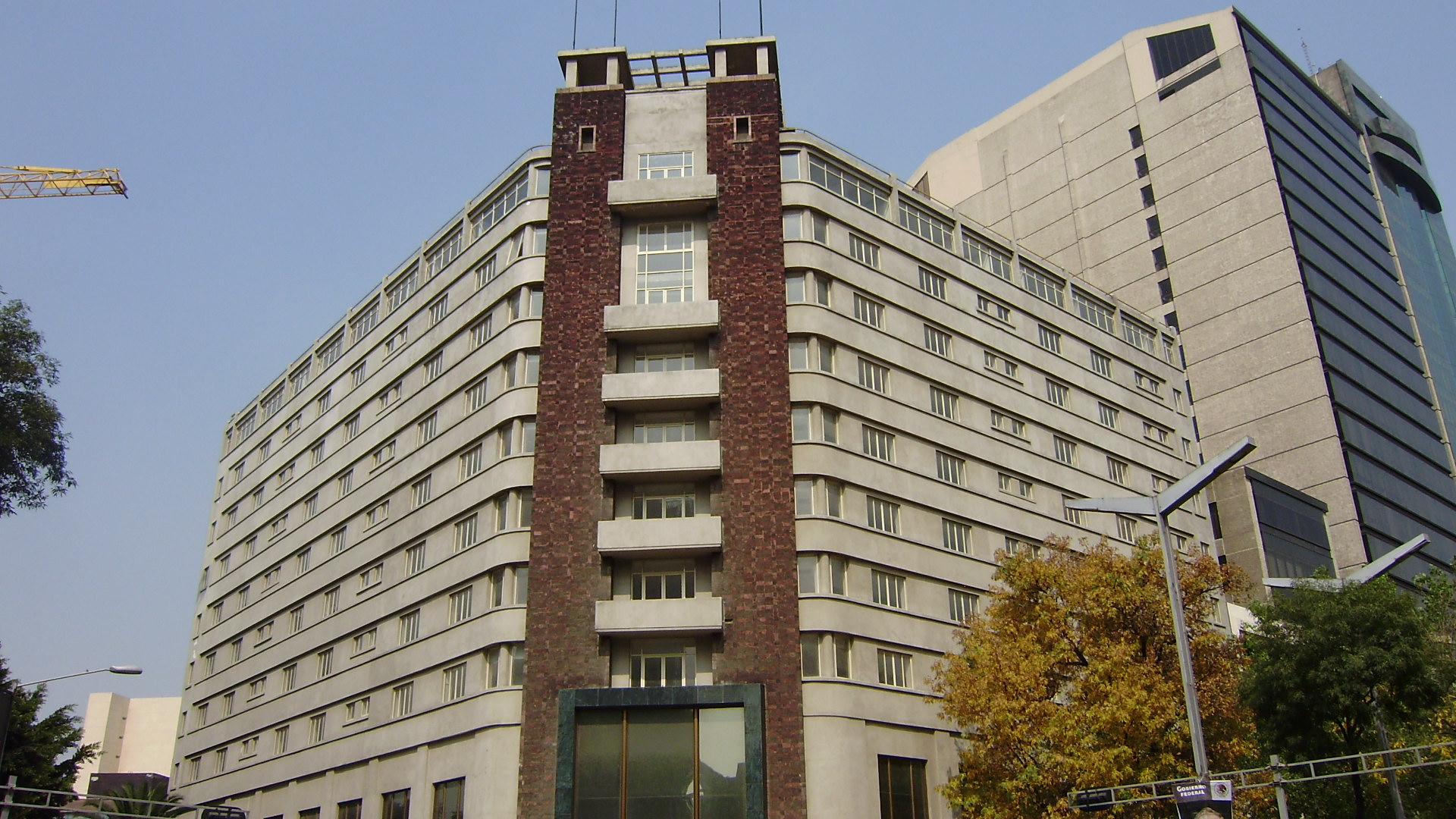
Отель «Реформа», Мехико
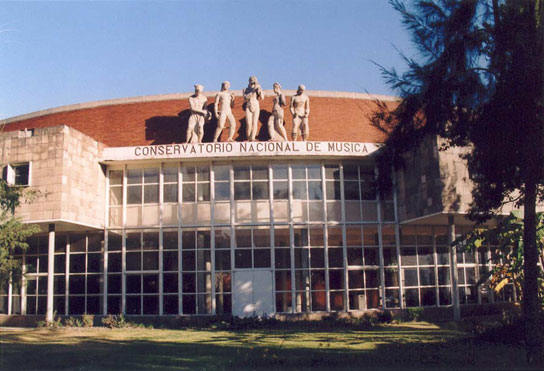
Национальная консерватория, Мехико